# Língua ishkashimi
Ishkashimi é uma língua Iraniana falada por cerca de 2.500 pessoas na província Gorno-Badakhshan no Tajiquistão (1.360 pessoas), em Badakhshan (província) no Afeganistão (1500 pessoas). No Tajiquistão, os falantes se dividem em 1.000 em Ryn (vila) e 360 em Sumjin (vila). Cerca de 400 ainda vivem na vila de Ryn na fronteira com o Afeganistão, próximo a Ishkoshim. Com base nesses números se pode dizer que a língua está em vias de extinção, podendo desaparecer nos próximos cem anos, enquanto que outras línguas próximas ainda são faladas em residências, escolas, etc.

## Escrita
O Ishkashimi usa o alfabeto latino com 50 símbolos que incluem algumas da  letras com diacríticos e a forma Dz. Não se usa a letra H.

## Amostra de texto
vьdů́k na-vьdů́k uk potšo. í-no vьdů́k rů zas. i ʸuk zas kal, i dь́v-i dьgar toza. ba ak-ám dь vrú-yi toza 
ag-má kál-i tana díyon: „tь-t kal, íč-či ári kьnůk bas-ná-isi!“ ak-ám vru šů, xe tó-bo γážu: „a to, mь 
vrudarь́n-ьs mь́m-bo γážon-ьs za, tь-t kal, íč-či ári kьnůk bas-ná-isi!“ am i tó-noy qar sánu, fь́rmayu 
wan za: „xe vrudarь́n qiw kьn!“

Em língua russa
Был ли, не был один царь. У него было три сына. Один его сын плешивый, два другие 
неплешивые. Эти два брата упрекают плешивца: „Ты, плешивец, ничего не умеешь делать!“ Этот 
брат идет, говорит своему отцу: „Ой отец, мои братья мне говорят, что ты, плешивый, ничего не 
умеешь делать!“ Отец рассердаился, приказывает ему: „Позови своих братьев!“
Т.Н. Пахалина: Ишкашимский язык. Издательство Академии Наук СССР. Москва 1959.